# Frank Parker
Frank Andrew Parker (rodným jménem Franciszek Andrzej Pajkowski, 31. ledna 1916, Milwaukee – 24. července 1997, San Diego) byl americký tenista polského původu, jehož forma kulminovala krátce po konci druhé světové války. Podle statistik Johna Olliffa byl v roce 1948 světovou singlovou jedničkou. Dvakrát triumfoval ve dvouhře v Paříži (1948, 1949) a dvakrát v New Yorku (1944, 1945). Jeho maximem ve Wimbledonu bylo semifinále (1937). Také ve čtyřhře se mu dařilo, získal v ní grandslamový titul na Roland Garros (1949), ve Wimbledonu (1949) i na americkém mistrovství (1943). Na evropských granslamech mu k vítězství pomohl krajan Pancho Gonzales, při domácím deblovém triumfu jiný Američan Jack Kramer. Deblový grand slam mu unikl patrně jen proto, že nikdy nejezdil na australský turnaj (jako mnoho jiných hráčů té doby). S americkou reprezentací vyhrál Davisův pohár v letech 1937 a 1948. Jeho bilance v této soutěži byla 12 výher a 2 prohry. V roce 1949 Parker přestoupil k profesionálům. Byl proslulý svou hráčskou dlouhověkostí, roku 1968, ve svých 52 letech, se stal nejstarším účastníkem US Open. Po skončení hráčské kariéry pracoval jako manažer ve firmě vyrábějící papírové výrobky. V roce 1966 byl uveden do Mezinárodní tenisové síně slávy.